# 23-й округ департамента Нор
23-й избирательный округ департамента Нор существовал до 2012 г. и включал три кантона округа Авен-сюр-Эльп: Баве, Мобёж-Нор, и Мобёж-Сюд. Общая численность населения по данным Национального института статистики за 2008 г. — 97 876 чел.
Согласно закону о реорганизации избирательных округов 2009 г. 23-й округ был упразднён, и на выборах в Национальное собрание в 2012 г. составлявшие его кантоны включены в 3-й избирательный округ.
|  | Начало срока      | Конец срока       | Депутат                         | Партия                         |
|  | ----------------- | ----------------- | ------------------------------- | ------------------------------ |
|  | 26 июня 2007 г.   | 17 июня 2012 г.   | Кристин Марен                   | Союз за народное движение      |
|  | 19 июня 2002 г.   | 25 июня 2007 г.   | Жан-Клод Деканьи                | Союз за народное движение      |
|  | 12 июня 1997 г.   | 18 июня 2002 г.   | Жан-Клод Деканьи                | Союз за французскую демократию |
|  | 02 апреля 1993 г. | 21 апреля 1997 г. | Жан-Клод Деканьи                | Союз за французскую демократию |
|  | 23 июня 1988 г.   | 01 апреля 1993 г. | Умберто Баттист                 | Социалистическая партия        |
|  | 02 апреля 1986 г. | 14 мая 1988 г.    | Жорж Дельфосс, Жан-Клод Деканьи | Союз за французскую демократию |
|  | 02 июля 1981 г.   | 01 апреля 1986 г. | Умберто Батист                  | Социалистическая партия        |
|  | 03 апреля 1978 г. | 22 мая 1981 г.    | Жан Жарос                       | Коммунистическая партия        |

## Результаты выборов
|  | Кандидат      | Партия | Кол-во голосов | % голосов |
|  | ------------- | ------ | -------------- | --------- |
|  | Кристин Марен | СНД    | 18 906         | 50,75     |
|  | Реми Повро    | СП     | 18 346         | 49,25     |

|        | Кандидат         | Партия | Кол-во голосов | % голосов |
| ------ | ---------------- | ------ | -------------- | --------- |
|        | Кристин Марен    | СНД    | 14 467         | 39,04     |
|        | Реми Повро       | СП     | 10 446         | 28,19     |
|        | Карл Ланг        | НФ     | 4 299          | 11,60     |
|        | Анник Маттигелло | ФКП    | 3 503          | 9,45      |
|        | Жан-Мари Аллен   | ДД     | 1 728          | 4,66      |
| Прочие | Прочие           | Прочие |                | менее 4 % |